# Tauletes de Vindolanda

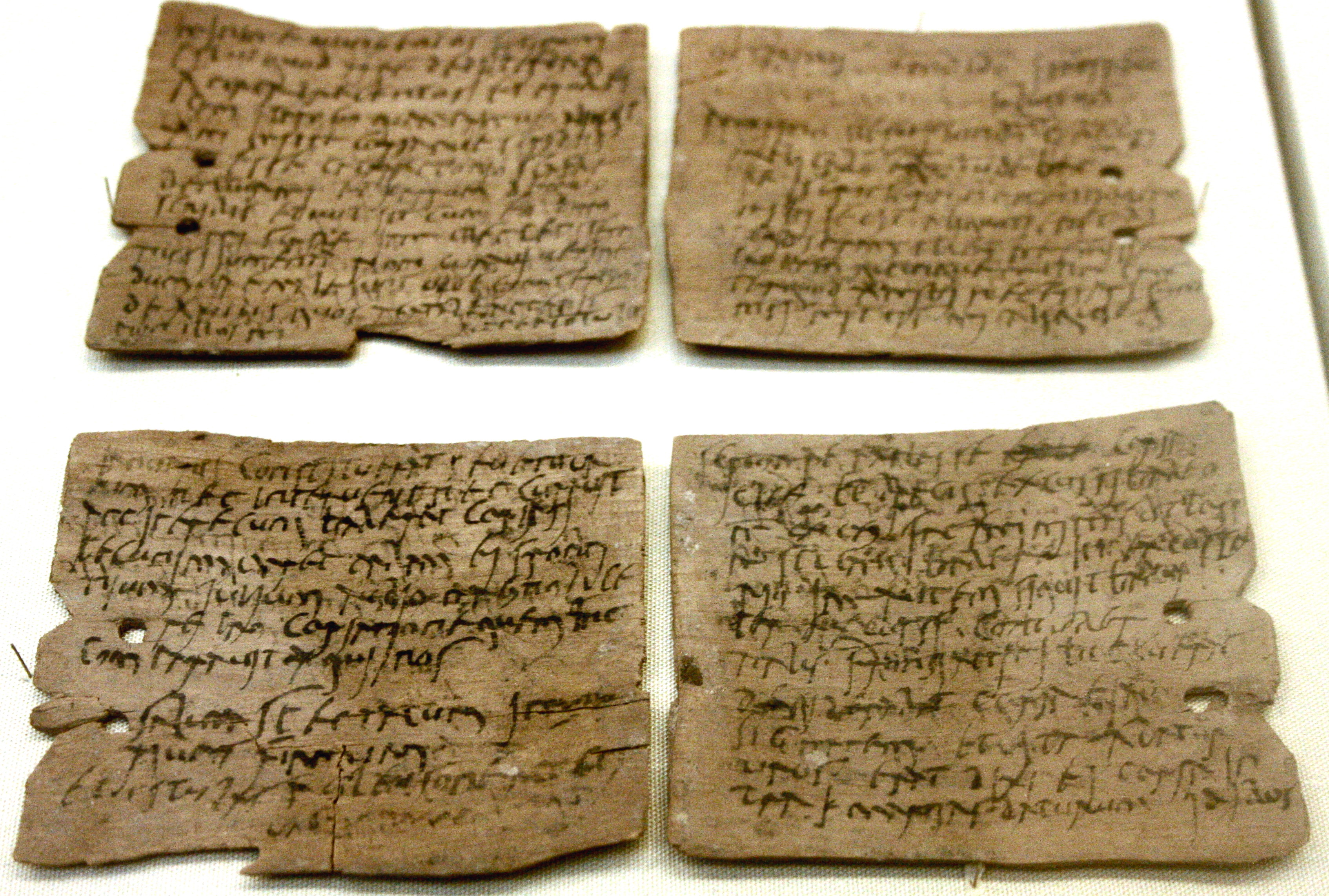
Tauleta 343: carta d'Octavi a Càndid sobre provisions de blat

Les tauletes de Vindolanda eren "els documents manuscrits més antics existents a Gran Bretanya" fins a la troballa de les tauletes de Bloomberg entre l'any 2010 i 2013. Escrites en fragments de fines tauletes de fusta, tenen la mida d'una targeta postal, amb tinta a base de carbó; les inscripcions daten dels segles I i II (aproximadament, contemporànies del mur d'Adrià). Si bé es coneixen registres similars en papir d'altres parts de l'Imperi Romà, les tauletes de fusta amb textos en tinta no havien estat descobertes fins a 1973, quan l'arqueòleg Robin Birley va trobar aquests artefactes en les excavacions de la fortalesa romana de Vindolanda, al nord d'Anglaterra.
Els documents registren assumptes militars oficials, així com missatges de membres i per a membres de la guarnició de Vindolanda, les seves famílies i esclaus. En les inscripcions, destaca una invitació per a una festa d'aniversari celebrada al voltant de l'any 100, la qual és potser el document més antic existent, escrit en llatí per una dona. Es troben al Museu Britànic; els textos de 752 tauletes van ser transcrits, traduïts i publicats el 2010. Actualment a Vindolanda es continuen trobant tauletes, unes 2.000 fins a l'any 2017.